# عقاب العواجي
عقاب بن سعدون بن سليمان العواجي العنزي، هو فارس و شاعر من قبيلة عنزة، وهو أخ الفارس حجاب العواجي، وابن الشاعر الكبير سعدون العواجي، وُلد عقاب في عام 1205هـ وتُوفي في عام 1253هـ، اشتُهر الفارس عقاب بفروسيته ومعاركه القبليه وقصائده، قُتل مع أخيه حجاب العواجي أثناء خوضهم معركة ضد قبيلة شمر.

## نسبه
هو عقاب بن سعدون بن سليمان بن سعيّد بن شعيل من ولد سليمان من ضنا بشر من قبيلة عنزة.

## حياته
تربى عند أخواله اليمنه في الشام مع أخيه حجاب العواجي، وكان أخوال عقاب وحجاب مشهورين بين قبائل عنزه في سوريا، ولقد تربّى عقاب وحجاب عند خوالهم تربية جيدةً، وبعد أن بلغا سن الرشد تعلموا الفروسية وأصبحوا فارسين مشهورين يُضرب بهما المثل، وقد التف حولهم أغلب المتواجدين بالشام وأصبح عقاب وحجاب يترأسان قبيلتهم هُناك.

## تلبيته قصيدة أبيه
مع تقدم سعدون العواجي في السن برز أحد أبناء عمه واسمه شامخ العواجي وأخذ ينازع الشيخ سعدون على الشيخه ويحد من نفوذه على القبيلة إلى أن كبر أمره واصبح يستختر  بأوامر الشيخ, ويتحداه في كل مناسبه ويقلل منه عند القبيلة ويضع المصاعب أمام وجهه حتى أخذ المنصب من سعدون العواجي وتنصب القبيلة وأخذ يعامل الشيخ سعدون العواجي سوء المعاملة، وقد وصل به الأمر أن حقّره وحظر عليه أن لايورد إبلهُ على أي ماء ترده القبيله الا بعد أن ترد القبيلة كلها ولم يجد الشيخ سعدون العواجي من ينصره من قبيلته و يدفع عنه الحزن وبقى بينهم محتقراً الذل قام شخص من محبّيه بنصحه إرسال شخص لأبنيه عقاب وحجاب وإخبارهم بالأمر فأخذ سعدون يقول:
وصلت القصيدة إلى عقاب وحجاب وبالفور تجهزوا  للرحيل من الشّام والسفر إلى نجد لنجدة أبيهم سعدون العواجي، ولم يكن عقاب فارساً فحسب، بل شاعراً ورجل حرب يُعرف متطلبات القتال وسافر الأخوان وعيد ومعهم بعض الخدم إلى ديار أبيهم الشيخ سعدون في نجد ووصلوا إلى المنهل الذي ترد عليه إبل القبيلة وإبل غريمهم شامخ، وأتت الأخبار لعقاب أن شامخ قد أمر أن لا يرفع سعدون بيته بين بيوت القبيلة إمعاناً في إذلاله وأمر راعي الإبل أن لا يرد الإبل إلا بعد إبل القبيلة كلها وصل عقاب بيت أبيه مع أول بزوغ الفجر، وقام بإيقاظ الراعي وقال له :قم وأورد إبلك الماء الآن؛ فقال له الراعي: لا أستطيع يا عم لأن شامخ حرّم علينا ذلك وأنه سيضربني لو فعلت، فقال عقاب:
قم وأنا معك ولا تتردد وذهب الراعي بالإبل إلى البئر الذي يردون منه
وشاهد شامخ إبل الشيخ سعدون عند البئر فثارت ثائرته وقام يهدد الراعي، وكان عقاب يسير مع الراعي متخفياً ويحرضه على مواصلة السير وهجم شامخ على الراعي محاولاً إيقافه عن مواصلة السير بالإبل، فما كان من عقاب المتخفي بين الإبل إلا أن يسلّ سيفه ويهجم على شامخ مثل القسوره
صعق شامخ وعرف على الفور أن هذا  الذي يشهر سيفه في وجهه هو عقاب أبن الشيخ سعدون الفارس المشهور بفتكه بأعداءه فرمى شامخ نفسه في البئر من شدّة خوفه، وأطلّ عليه عقاب وأدلى إليه الحبل طالباً منه الخروج، فقال شامخ: لا يمكن أن أخرج فهذا هو قبري وإذا أردت مني الخروج فإعف عني أولاً فقال له عقاب: إن جبنك الذي أراه فيك هو الذي سيجعلني أعفو عن قتلك بشرط أن يعفو عنك الشيخ سعدون أولاً، وعاد المنصب إلى أبيهم. والسلام عليكم 

## وفاته
قُتل عقاب العواجي مع أخيه حجاب العواجي في معركة زبار وريك على يد هايس القعيط
ورثاهم أبيهم الشيخ سعدون العواجي في قصيدة مشهورة وقال فيها.